# Torre Cordier
La Torre Cordier o Taula de la Maladeta és una muntanya de 3.052 metres que es troba al massís de la Maladeta, a la província d'Osca (Aragó). Va ser ascendida per Eugène Trutat i Maurice Gourdon el 1873.